# Louis Leblanc
Louis Jean Joseph Leblanc, född 26 januari 1991, är en kanadensisk professionell ishockeyspelare som tillhör NHL-organisationen New York Islanders och spelar för deras primära samarbetspartner Bridgeport Sound Tigers i American Hockey League (AHL). Han har tidigare spelat på NHL-nivå för Montreal Canadiens, på lägre nivåer för Hamilton Bulldogs och Norfolk Admirals i AHL, Junior de Montréal i Ligue de hockey junior majeur du Québec (LHJMQ) samt Harvard Crimson (Harvard University) i National Collegiate Athletic Association (NCAA).
Han draftades i första rundan i 2009 års draft av Montreal Canadiens som 18:e spelare totalt.

## Statistik
| 2006–2007    | Lions du Lac St-Louis | LHMAAAQ      | 40  | 31 | 18 | 49  | 72  | 22 | 14 | 7  | 21 | 46  |
| 2007–2008    | Lions du Lac St-Louis | LHMAAAQ      | 43  | 54 | 37 | 91  | 152 | 14 | 8  | 14 | 22 | 76  |
| 2008–2009    | Omaha Lancers         | USHL         | 60  | 28 | 31 | 59  | 78  | 3  | 2  | 1  | 3  | 2   |
| 2009–2010    | Harvard Crimson       | NCAA         | 31  | 11 | 12 | 23  | 50  | —  | —  | —  | —  | —   |
| 2010–2011    | Junior de Montréal    | LHJMQ        | 51  | 26 | 32 | 58  | 100 | 10 | 6  | 3  | 9  | 16  |
| 2011–2012    | Montreal Canadiens    | NHL          | 42  | 5  | 5  | 10  | 28  | —  | —  | —  | —  | —   |
|              | Hamilton Bulldogs     | AHL          | 31  | 11 | 11 | 22  | 30  | —  | —  | —  | —  | —   |
| 2012–2013    | Hamilton Bulldogs     | AHL          | 62  | 10 | 8  | 18  | 53  | —  | —  | —  | —  | —   |
| 2013–2014    | Montreal Canadiens    | NHL          | 8   | 0  | 0  | 0   | 4   | —  | —  | —  | —  | —   |
|              | Hamilton Bulldogs     | AHL          | 70  | 13 | 15 | 28  | 63  | —  | —  | —  | —  | —   |
| 2014–2015    | Norfolk Admirals      | NHL          | 71  | 14 | 15 | 29  | 38  | —  | —  | —  | —  | —   |
| NHL totalt   | NHL totalt            | NHL totalt   | 50  | 5  | 5  | 10  | 32  | —  | —  | —  | —  | —   |
| AHL totalt   | AHL totalt            | AHL totalt   | 234 | 48 | 49 | 97  | 184 | —  | —  | —  | —  | —   |
| LHJMQ totalt | LHJMQ totalt          | LHJMQ totalt | 51  | 26 | 32 | 58  | 100 | 10 | 6  | 3  | 9  | 16  |
| USHL totalt  | USHL totalt           | USHL totalt  | 60  | 28 | 31 | 59  | 78  | 3  | 2  | 1  | 3  | 2   |
| MAAA totalt  | MAAA totalt           | MAAA totalt  | 83  | 85 | 55 | 140 | 224 | 36 | 22 | 21 | 43 | 122 |